# 拉纳瓦沃
拉纳瓦沃（Ranavav），是印度古吉拉特邦Porbandar县的一个城镇。总人口24202（2001年）。

## 人口
该地2001年总人口24202人，其中男性12413人，女性11789人；0—6岁人口3586人，其中男1766人，女1820人；识字率62.83%，其中男性为70.27%，女性为55.00%。